# Боґуславкі-Малі
Боґуславкі-Малі (пол. Bogusławki Małe) — село в Польщі, у гміні Рава-Мазовецька Равського повіту Лодзинського воєводства.
Населення — 131 особа (2011).
У 1975-1998 роках село належало до Скерневицького воєводства.

## Демографія
Демографічна структура станом на 31 березня 2011 року:
|          | Загалом | Допрацездатний вік | Працездатний вік | Постпрацездатний вік |
| -------- | ------- | ------------------ | ---------------- | -------------------- |
| Чоловіки | 65      | 8                  | 50               | 7                    |
| Жінки    | 66      | 19                 | 32               | 15                   |
| Разом    | 131     | 27                 | 82               | 22                   |